# Coleophora palliatella
Coleophora palliatella é uma espécie de mariposa do gênero Coleophora pertencente à família Coleophoridae.